# Juan José Bolinaga Ibarrondo
Juan José Bolinaga Ibarrondo (Madrid, 7 de junio de 1936 - Caracas, 10 de octubre de 1994) fue un ingeniero civil, funcionario público y docente venezolano. Egresado de la Universidad Católica Andrés Bello y de la Universidad Stanford en California, se desempeñó como funcionario en la administración y planificación de obras públicas hidráulicas en Venezuela. Escribió varios libros sobre ingeniería hidráulica y ocupó diversos cargos entres las décadas de 1970 y 1980 como Presidente del Instituto Nacional de Obras Sanitarias y de la Comisión Presidencial de Análisis de la Situación Financiera de las Instituciones del Estado Venezolano, entre otros. En 1997, el presidente Rafael Caldera nombró la represa del Embalse Huelque en el estado Falcón como represa Ingeniero Juan José Bolinaga en su honor.

## Biografía

### Primeros años y académica
Bolinaga nació en Madrid, España el 7 de junio de 1936. Cursó estudios de básica primaria en el Colegio Santa María y de bachillerato en el Liceo Andrés Bello, ambas instituciones de la ciudad de Caracas, Venezuela. Egresó de la primera promoción de ingenieros civiles en la Universidad Católica Andrés Bello en 1958 y cursó estudios de posgrado en la Universidad Stanford en California, donde obtuvo una Maestría en Ingeniería Hidráulica en 1960.
Fue profesor titular de mecánica de fluidos e ingeniería hidráulica en la Escuela de Ingeniería de la Universidad Católica Andrés Bello. También enseñó ingeniería hidráulica en la Universidad Central de Venezuela. En 1986 fue nombrado Miembro Correspondiente de la Academia de Ciencias Físicas, Matemáticas y Naturales de Caracas. Escribió, entre otras, las obras Drenaje urbano (1979), Mecánica elemental de los fluidos (1985); Estudio para el mejoramiento de la quebrada La Portuguesa (1987) y Proyectos de ingeniería hidráulica (1999).

### Carrera
Al regresar a Venezuela tras cursar su maestría, se vinculó profesionalmente con el Ministerio de Obras Públicas trabajando en las divisiones de Hidrología y de Estudios y Proyectos. En 1967, durante el gobierno de Raúl Leoni, cofundó la Comisión del Plan Nacional de Aprovechamiento de los Recursos Hidráulicos de Venezuela (COPLANARH) y se convirtió en su primer Secretario Ejecutivo. Dos años después empezó a oficiar como presidente de la Oficina Ministerial de Programación y Presupuesto del Ministerio de Obras Públicas.
En 1971 se convirtió en director general de Planificación y Presupuesto del mencionado ministerio y un año después fue nombrado por el mandatario Rafael Caldera como presidente del Instituto Nacional de Obras Sanitarias (INOS). En 1979, el presidente Luis Herrera Campins le encomendó presidir la Comisión Presidencial de Análisis de la Situación Financiera de las Instituciones del Estado Venezolano. Ese mismo año ofició como asesor del Ministro de Hacienda y de la Oficina Central de Presupuesto.
A partir del año 1981 trabajó como asesor de las Empresas Polar y de CVG-EDELCA, además de fungir como miembro de la Comisión Presidencial para la Reforma del Estado (COPRE) entre 1985 y 1989.

### Reconocimientos
Luego de su fallecimiento en octubre de 1994 en la ciudad de Caracas, la Universidad Católica Andrés Bello nombró los laboratorios de hidráulica de la Escuela de Ingeniería Civil en su honor en 1996. Un año después, el presidente de la República Rafael Caldera decretó que la represa de agua del Embalse Huelque en el estado Falcón llevaría el nombre de Represa Ingeniero Juan José Bolinaga I como homenaje póstumo al ingeniero.

## Obras notables
- 1979 - Dranaje urbano
- 1985 - Mecánica elemental de los fluidos
- 1987 - Estudio para el mejoramiento de la quebrada La Portuguesa
- 1999 - Proyectos de ingeniería hidráulica